# Harry F. Byrd (politikus, 1887–1966)
Harry F. Byrd, Sr. (Martinsburg, 1887. június 10. – Berryville, 1966. október 20.) az Amerikai Egyesült Államok szenátora (Virginia, 1933–1965).